# Isogona continua
Isogona continua är en fjärilsart som beskrevs av Walker 1869. Isogona continua ingår i släktet Isogona och familjen nattflyn. Inga underarter finns listade i Catalogue of Life.